# Rhabdornis grandis
Rhabdornis grandis là một loài chim trong họ Sturnidae.